# Kriegsspiele
Die Gattung Kriegsspiele (auch Kriegspiele) umfasst ein breites Spektrum an Spielformen, die von den kindlichen Indianerspielen über die Ritterspiele und Parteienspiele bis zu Geländespielen mit modernen Waffenattrappen und Schießen mit Farbmunition reicht.
Die Bezeichnung findet ebenso Anwendung auf entsprechende Brettspiele, Computerspiele, militärische Planspiele oder Spiele mit Tischfiguren, mittels derer sich kriegerische Handlungen simulieren oder nachspielen lassen.
Die singulare Wortverwendung Kriegsspiel kennzeichnet ein einzelnes Spiel aus der Gattung der Kriegsspiele.

## Begriffliche Eingrenzung
|   | a | b | c | d | e | f | g | h |   |
| 8 |   |   |   |   |   |   |   |   | 8 |
| 7 |   |   |   |   |   |   |   |   | 7 |
| 6 |   |   |   |   |   |   |   |   | 6 |
| 5 |   |   |   |   |   |   |   |   | 5 |
| 4 |   |   |   |   |   |   |   |   | 4 |
| 3 |   |   |   |   |   |   |   |   | 3 |
| 2 |   |   |   |   |   |   |   |   | 2 |
| 1 |   |   |   |   |   |   |   |   | 1 |
|   | a | b | c | d | e | f | g | h |   |

Historisches Kriegsspiel Schach: Die „Schlachtordnung“

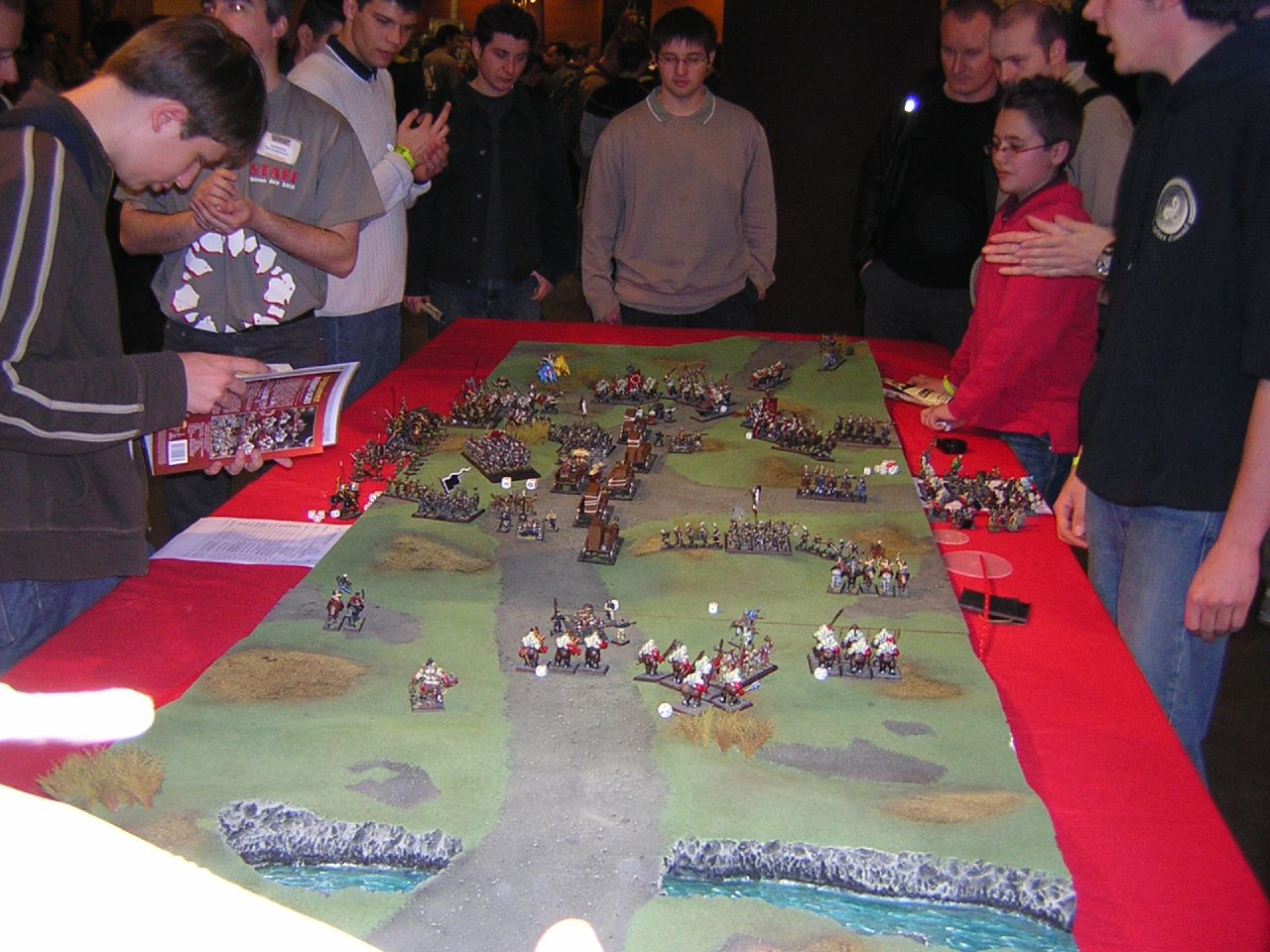
Tabletop-Spielfeld (Warhammer) mit Fantasie-Armeen

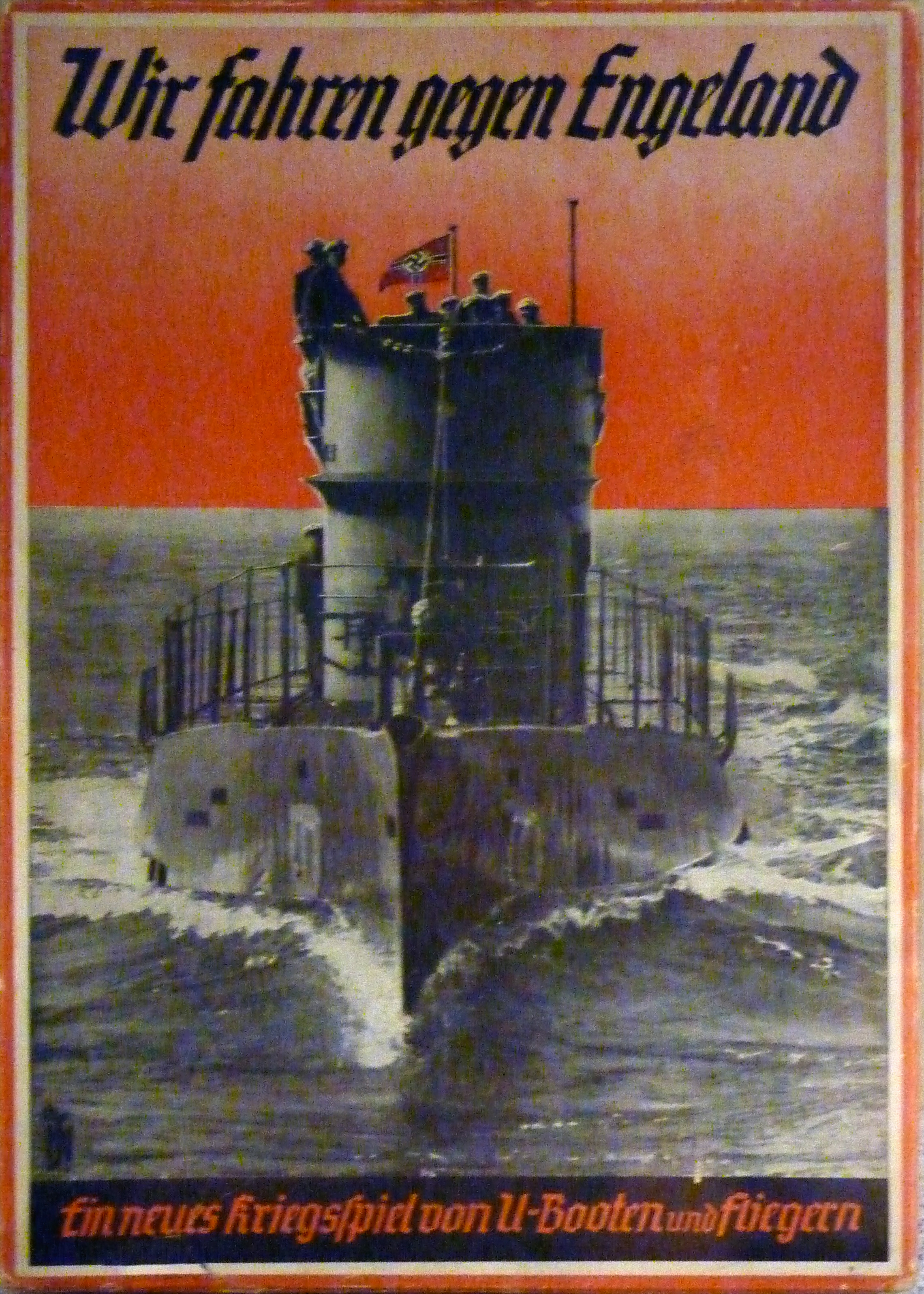
Brettspiel um 1940

Landnahmespiel (Brettspiel 1957)

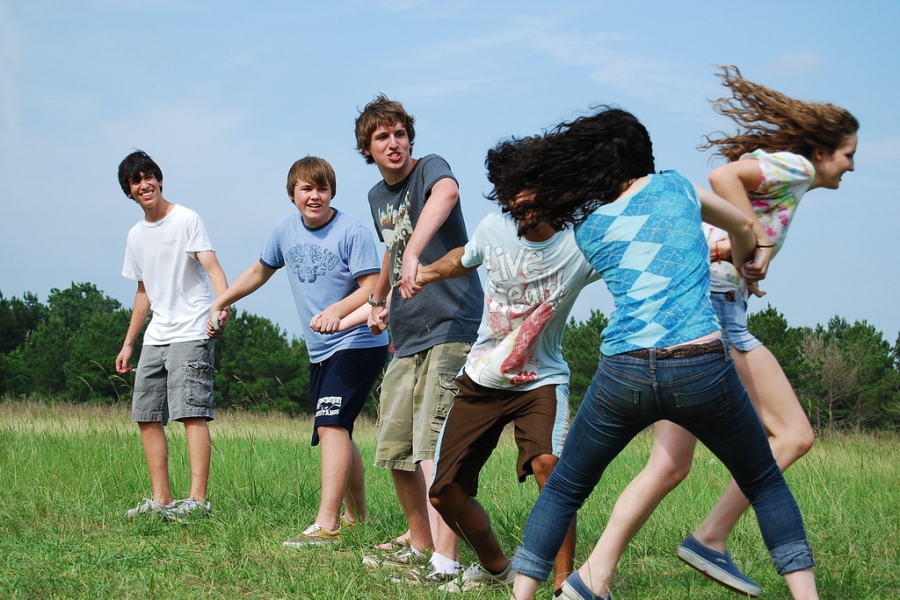
„Kettenbrechen“ oder (historisch) „Der Kaiser schickt seine Soldaten aus“

Krieg definiert sich nach dem Völkerrecht als eine bewaffnete Auseinandersetzung zwischen Stämmen, Völkern oder Staaten, also zwischen größeren Menschengruppierungen. Unter Kriegs-Spielen versteht man demnach per definitionem Spielformen, die entsprechende Kampfhandlungen symbolisch abbilden.
Bei den klassischen Kriegsspielen marschieren Truppeneinheiten, d. h. ganze Formationen von Kämpfern wie Indianerstämme, Amazonenkontingente, Ritterheere oder Zinnsoldaten gegeneinander auf. Auch Seeschlachten mit Schiffsgeschwadern und Fliegerkommandos können das Szenario bilden. Im Cyberspace-Zeitalter wird das Kriegsspiel gern mit galaktischen, tierischen oder anderen Phantasieheeren ausgetragen. Beim Schachspiel und anderen Brettspielarten werden die Kriegsgegner symbolisch durch Einzelfiguren verkörpert (König, Läufer, Turm, Bauern).
Im weiteren Sinne subsumiert man unter dem Begriff Kriegsspiele heute auch Spiele, bei denen kriegerische Handlungen von Kleingruppen / (Kommandoeinheiten), Einzelaktionen und tatsächliche oder symbolische Waffen zum Einsatz kommen. Superhelden kämpfen mit Zauberwaffen wie Laserstrahlen und akrobatischen Stunt-Einlagen gegen ganze Völkerscharen von Angreifern.
Im öffentlichen Bewusstsein spielt schließlich auch die Wortwahl eine maßgebliche Rolle für die Einordnung unter die Kriegsspiele. Nach empirischen Untersuchungen von Warwitz / Rudolf wird das alte Parteienspiel Der Kaiser schickt seine Soldaten aus unter dieser Namengebung sofort als Kriegsspiel verstanden und weitestgehend abgelehnt. Unter der veränderten Bezeichnung Kettenbrechen aber wird dasselbe Spiel selbst von erklärten Pazifisten nicht mehr als Kriegsspiel wahrgenommen und voll akzeptiert.
Die kampfbetonten Sportspiele zeigen sowohl mit ihrem Vokabular (Schuss, Bombe, Angriffsstrategie, Verteidigung, Taktik) als auch mit ihrem Aggressionspotenzial (Hooligan-Schlachten) eine unverkennbare Nähe zu den ritualisierten Kriegsspielen. Aufgrund ihres andersartigen Spielgedanken werden sie jedoch von der Spielsystematik einer eigenen Spielgattung zugeordnet.
Das militärische Kriegspiel (Manöver) wiederum stellt eine Sonderform und einen Grenzbereich des Spielens dar. Es hat weniger Spiel- als Ernstcharakter, da  militärische Manöver dazu dienen, die Realität des Krieges mit echten Kriegswaffen und Soldaten möglichst wirklichkeitsnah zu simulieren und einzuüben. Das Kriegstraining in Form von Manövern wird daher von der Spieltheorie nicht in der Spielsystematik erfasst.
Das im 19. Jahrhundert entwickelte Kriegsspiel (Planspiel) war eine Übung für Generalstabs- und höhere Offiziere, bei der Operationen größerer Armeekörper mit Hilfe von Truppenzeichen auf Karten oder im Sandkasten durchgeführt wurden. Aus diesem Spiel entstanden im 20. Jahrhundert die vornehmlich der Unterhaltung dienenden Konfliktsimulationsspiele (Brettspiele).

## Charakter
Im Unterschied zu den Sportspielen wird bei den Kriegsspielen der engagierte Kampf zum Krieg, wird der Gegner zum Feind, der Wettbewerb (das Match) zur Schlacht, das Spielfeld zum Schlachtfeld. Beide Spielgattungen charakterisieren sich durch ein hohes Aggressionspotenzial. Sie „schlagen“ oder „töten“. Die kämpferische Auseinandersetzung bleibt aber symbolischer Natur.

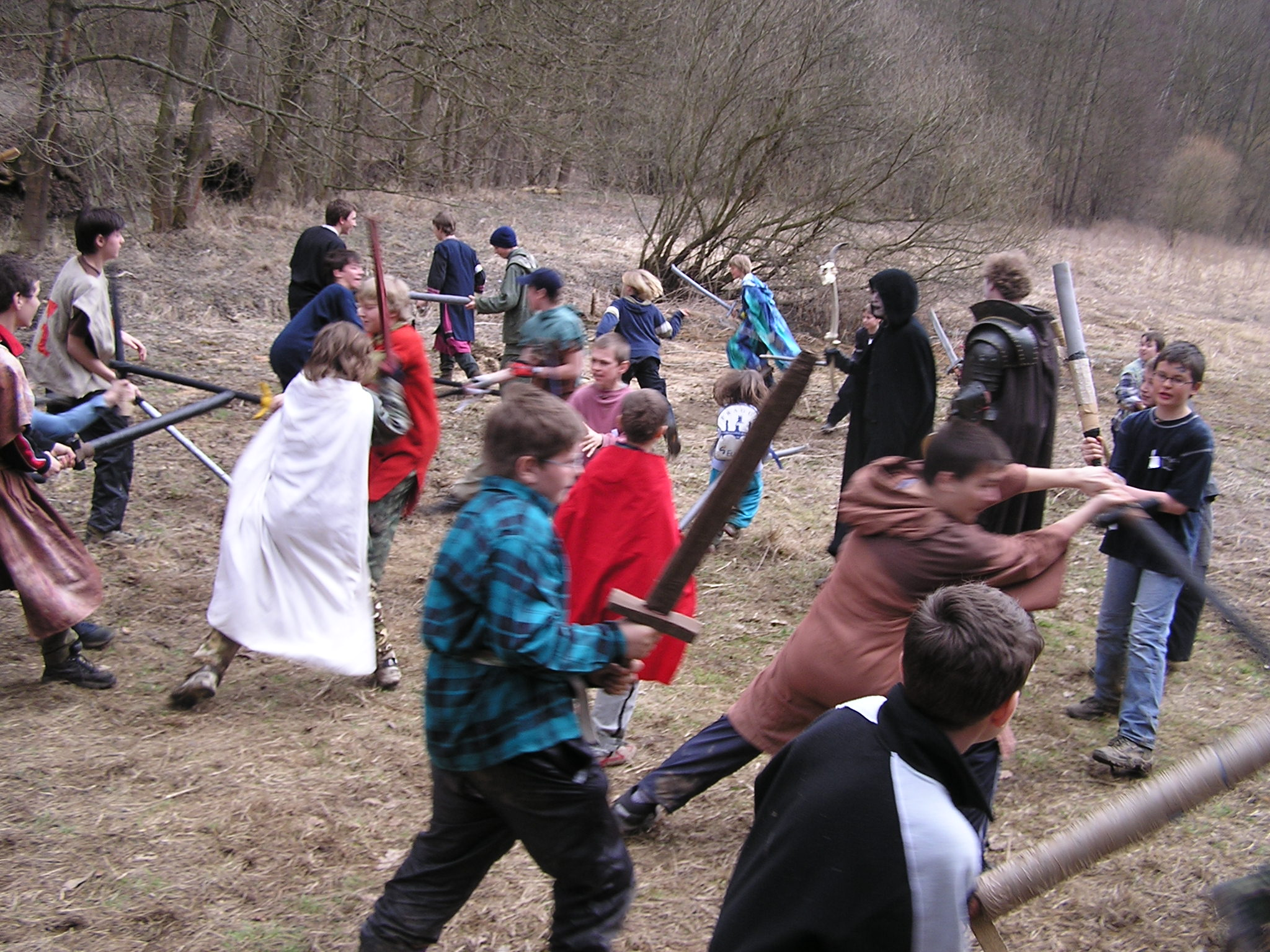
Kriegsspiel mit Holz- und Pappschwertern

Kriegs-Spiele unterscheiden sich durch diesen Symbolcharakter entscheidend vom realen (blutigen) Krieg. Krieg und Kriegs-Spiele finden auf völlig verschiedenen Ebenen statt. Beide Ebenen müssen sowohl von den Spielenden als auch von den Beobachtern und Kritikern als verschiedene Ebenen begriffen werden. Sie dürfen nicht verwechselt und im Handeln nicht überschritten werden.
Ein Kind, das mit einem aufgehobenen Stock auf einen Spielkameraden zielt, ist sich seiner folgenlosen Symbolhandlung durchaus bewusst. Es will nicht wirklich töten und tötet auch nicht. Ein Mensch, der mit einer scharfen Waffe auf einen anderen anlegt und schießt, tötet und ist sich dessen ebenfalls bewusst. Erziehungsziel darf daher nicht sein, das harmlose Symbolspiel zu ächten, sondern Unterscheidungsfähigkeit zwischen Spiel und Wirklichkeit zu lehren und zu begreifen.

## Verbreitung
Kriegsspiele sind äußerst beliebt und weiter verbreitet als viele vermuten. Die Spielforschung fand heraus, dass nahezu jeder Mensch – bewusst oder unbewusst – in irgendeiner Form schon in seinem Leben Kriegsspiele praktiziert hat oder immer noch praktiziert.
Die Faszination geht vor allem von dem Abenteuercharakter aus, von dem hohen Spannungspotenzial und der Möglichkeit, Macht auszuüben und Überlegenheit auszukosten. Dabei spielt schon das Verfügen über Waffen eine nicht unerhebliche, Selbstwert steigernde Rolle. Der Kriegspielende fühlt sich stark gefordert und im Fall des Siegens entsprechend belohnt. Da es im eigentlichen Kriegsspiel einerseits um ein funktionierendes Zusammenwirken der Kampfeinheit und gleichzeitig um ein möglichst effektives Bekämpfen der feindlichen Einheiten geht, stellt es an den Einzelkämpfer je nach Spielart beträchtliche physische, mentale, intellektuelle, strategische oder charakterliche Ansprüche.
Die Ablehnung jeglichen Kriegsspiels ist meist nicht inhaltlich begründet, sondern ergibt sich aus dem Bewusstwerden von Parallelen zum wirklichen Krieg. Seltsamerweise gehen die Menschen in Kriegsregionen und in Kriegszeiten sehr viel unbefangener mit den Kriegsspielen der Kinder um als im Frieden und in friedlichen Zonen.

## Beurteilung
Kriegsspiele haben speziell in Deutschland nicht nur bei ambitionierten Pazifisten, sondern auch bei vielen Eltern, Politikern und Lehrern einen schlechten Ruf. Nahezu jeder Amoklauf mit Waffen bringt die Kriegsspiele erneut in Verdacht, reales Töten vorbereitet zu haben. Dabei wird übersehen, dass millionenfaches tägliches Kriegsspielen nicht zu Grenzüberschreitungen führt.
Ein schnelles Pauschalurteil wird von den Ergebnissen der Spielforschung nicht gestützt und basiert, wie schon Sutton-Smith 1978 feststellte, in der Regel auf einer unzureichenden Kenntnis des Phänomens Spiel und einer (unbewiesenen) negativen Transferannahme.
Auch wenn anerkannt ist, dass jegliches Handeln, auch das im Spiel, Menschen potenziell beeinflussen kann (Stichwort Lernspiele), lassen sich weder bei Kriegs- noch bei Friedensspielen schlüssige oder auch nur halbwegs wahrscheinliche Folgewirkungen auf das Verhaltensprofil von Kindern und Jugendlichen nachweisen.
Die hohe Verletzlichkeit und die schon mit dem Wort Krieg bei den meist Älteren aufbrechende Traumatisierung wird von der Spielforschung ernst genommen. Sie darf aber einen nüchtern-kritischen Zugang zu der Spielgattung ‚Kriegsspiele’ nicht versperren. Der psychologische Hintergrund erweist sich bei der Beurteilung in der Regel offen oder latent gegenwärtig. Es besteht meist eine mehr emotional als sachlich begründete Abwehr gegenüber dem Phänomen, wie Spielforscher durch eine bloße Namensänderung einzelner Spiele beweisen konnten. Auch der strenge Kriegsspielgegner muss sich deshalb einer sachlichen Auseinandersetzung mit dem Phänomen Kinderspiel und den wissenschaftlichen Forschungsergebnissen stellen und seine Argumente selbstkritisch überprüfen:
Die Spielforscherin Gisela Wegener-Spöhring kam auf der Basis ihrer empirischen Erhebungen mit westfälischen Grundschulkindern zu dem Ergebnis, dass normal aufwachsende Kinder zwischen Krieg und Krieg-Spiel sehr wohl unterscheiden können. Beide Ebenen berühren sich bei ihnen nicht. Die Kinder lehnen den wirklichen Krieg strikt ab, lieben aber in ihrer großen Mehrheit das spannende Kriegsspielen und wünschen sich mehr Kriegsspielzeug. Das ist für Fachleute durchaus kein Widerspruch, sondern erklärt sich aus den andersartigen Sinngebungen und Wirklichkeitsebenen. Die Wahrscheinlichkeit, dass ein kriegspielendes Kind später einen soldatischen Beruf wählt oder sich sogar zum Militaristen entwickelt, ist statistisch gesehen verschwindend gering gegenüber der, ein friedlicher Handwerker oder Büroangestellter zu werden. Für diese Entscheidung wird Veranlagung und sozialer Prägung mehr Bedeutung beigemessen als den kindlichen Spielbedürfnissen.
Kriegsspiele lassen sich außerdem nicht sinnvoll verbieten, da sie einem Teil täglich erfahrener Lebenswirklichkeit und somit auch dem Abbildungstrieb der Kinder entsprechen. Ähnlich den Arzt-, Eltern- oder Schulespielen schafft nach Warwitz / Rudolf nicht das Spiel die Lebenswirklichkeit, sondern führt umgekehrt die Realität zur Gestaltung von Quasisituationen im Spiel. Dieses kann aus der Sicht der Spielpädagogik auch eine aggressionsableitende Funktion haben und von daher erzieherisch durchaus wünschenswert sein.
Entscheidend für den Umgang mit dem Kriegsspiel ist es entsprechend, sicherzustellen, dass die Spielebene nicht in Richtung menschenverachtender und wertezerstörender Realhandlungen verlassen wird. Die nicht mit den Kriegsspielen zu verwechselnde Kategorie der Ego-Shooter (abwertend auch Killerspiele genannt), in denen oft bewusst nur gemordet wird, bildet dabei – abgesehen von ihrem primitiven Spielgedanken – einen kritischen Grenzbereich. Als maßgeblich wird auch gesehen, dass vor allem psychisch labilen Kindern und Jugendlichen keinerlei Zugang zu gefährdenden Waffen ermöglicht werden darf. Hierbei kommt der unmittelbaren erwachsenen Umwelt die Hauptverantwortung zu.